# CasaPound
CasaPound Italia, CPI – włoski ruch narodowo-rewolucyjny i neofaszystowski, założony 27 grudnia 2003 roku przez Gianluca Iannone, wokalistę Zetazeroalfa, będącego oficjalnym zespołem muzycznym ruchu.

## Historia
W nocy z 26 na 27 grudnia 2003 roku grupa włoskich działaczy nacjonalistycznych pod wodzą Gianluca Iannone zajęła sześciopiętrową kamienicę przy Via Napoleone III w Rzymie, w której następnie założyli skłot pod nazwą CasaPound, nazwany tak na cześć amerykańskiego poety i przyjaciela Mussoliniego, Ezry Pounda. W budynku zostały zorganizowane mieszkania dla ponad 20 rodzin, ponadto powstała sala konferencyjna, studio nagrań, biblioteka oraz siłownia. Pod wpływem aktywności grupy idee organizowania niezależnych nacjonalistycznych centrów kulturalnych w opuszczonych budynkach stały się inspiracją do podobnych działań na terenie całych Włoch.
Po nieudanej próbie współpracy z partią Ruch Socjalny – Trójkolorowy Płomień, w czerwcu 2008 roku dokonano oficjalnej rejestracji ruchu jako stowarzyszenie CasaPound Italia. Liczba członków wynosi około 4 tysiące.

## Ideologia
Ruch CasaPound odrzuca rasizm oraz islamofobię, powołując się przy tym m.in. na autorytet Mussoliniego. Jego członkowie są określani jako „faszyści trzeciego millenium”.
Przywódca CasaPound określa wprost swoje ugrupowanie jako faszystowskie.

## Działalność

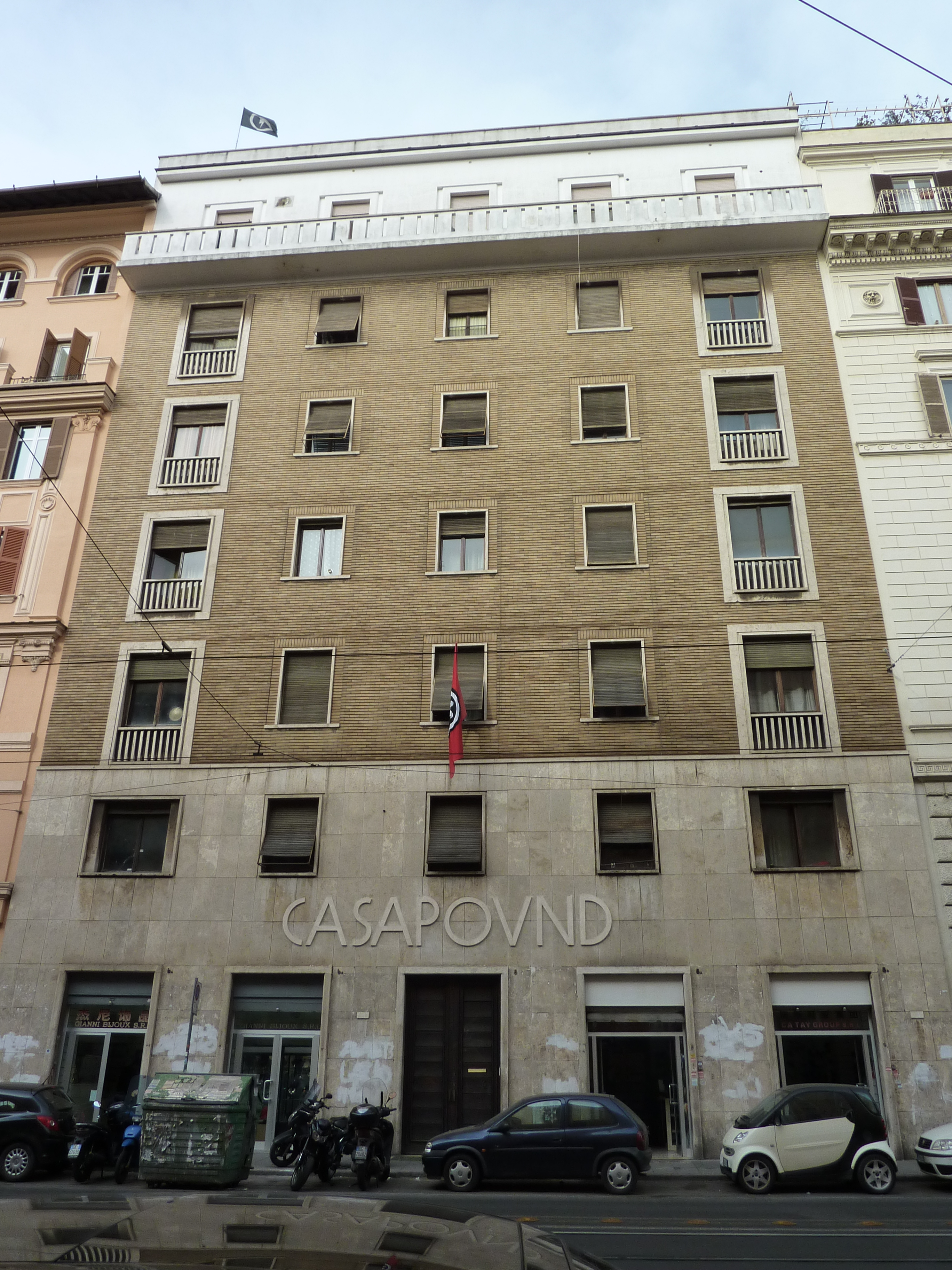
Skłot CasaPound w Rzymie, pełniący funkcję siedziby ruchu

Ruch prowadzi aktywną działalność społeczną – poza udostępnianiem mieszkań dla włoskich rodzin, działacze CasaPound organizowali m.in. misje humanitarne do Birmy z pomocą dla Karenów, czy Kenii. Swą pomoc oferują również sierotom oraz samotnym matkom, prowadzą kampanię prorodzinną pod hasłem „Tempo di essere Madri” (wł. Czas być matką), linię telefoniczną z darmowymi poradami prawnymi (Dillo to CasaPound – powiedz to CasaPound), radio internetowe „Radio Bandiera Nera” (Radio Czarna Flaga). Ponadto działacze CPI prowadzą liczne księgarnie i strony internetowe.
Z inicjatywy CasaPound powstało wiele klubów sportowych z różnych dziedzin. Są to m.in. drużyny piłki nożnej, rugby, hokeja czy nawet spadochroniarskie, a także klub wypraw górskich „La Muvra” i klub motocyklowy „Scudere 7punto1”.
CPI łącznie posiada na terenie Włoch 4 skłoty. Działacze stowarzyszenia prowadzą również działalność polityczną, m.in. w 2016 roku zdobyli trzy mandaty do rady miejskiej Bolzano.

## Symbolika
CasaPound posługuje się symbolem stylizowanego żółwia z motywem czterech strzał zwróconych grotami do środka na skorupie. Żółw symbolizuje główny postulat ruchu, tj. prawo każdej włoskiej rodziny do posiadania własnego domu, zaś strzały – wspólną pracę na rzecz społeczeństwa.
Młodzieżówka CasaPound Blocco Studentesco używa znaku błyskawicy wpisanej w okrąg, symbolu Brytyjskiej Unii Faszystów.

## Powiązania międzynarodowe
CPI współpracuje m.in. z Narodowym Odrodzeniem Polski oraz Niklotem.